# Burgunder

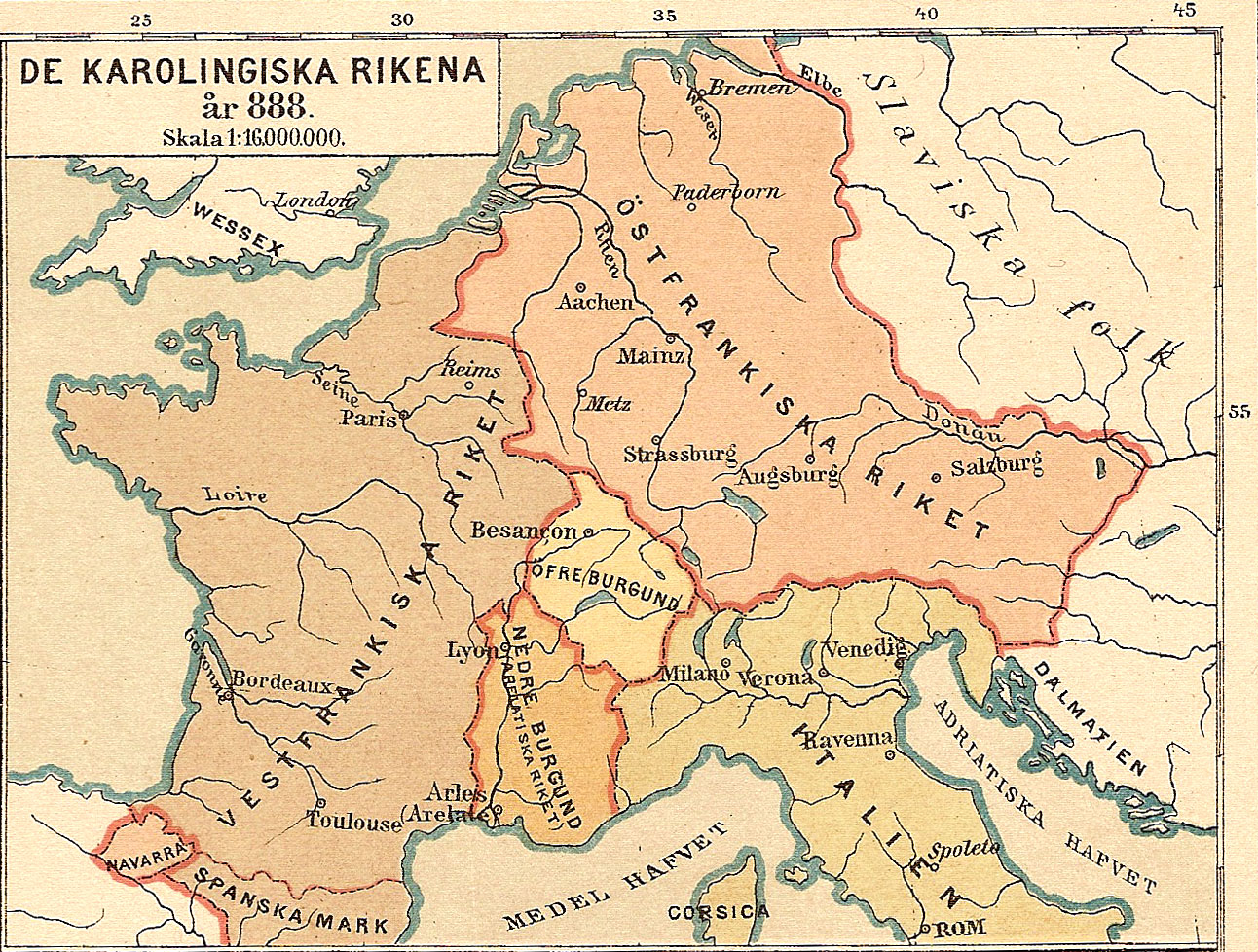
Historisk karta över de karolingiska rikena, med övre och nedre Burgund, år 888.

Burgunderna var en germansk folkstam. Den är tidigast känd från områden öster om Oder.

## Ursprung
Burgunderna hade en tradition om ett skandinaviskt ursprung. Det fornnordiska namnet på Bornholm var Burgundarholm. 
Enligt Jordanes besegrade goterna burgunderna först när de bosatt sig vid floden Wisłas mynning och fördrev dem därifrån. Burgunderna bodde sedan kvar i området till omkring 200 e.Kr.

## Historia
Vid mitten av 200-talet e.Kr. befann sig burgunderna vid övre och mellersta Main. Omkring år 300 e.Kr. stormade de tillsammans med alemanner, franker och heruler den rhätiska gränsen vid nuvarande Österrike, men blev besegrade. De var en av de största stammarna under den stora oredan i Gallien i mitten av 300-talet då städerna blev ödelagda och gallerna blev slavar i Germanien, innan Julianus lyckades slå tillbaka germanerna igen. I slutet av 360-talet försökte kejsar Valentinianus få burgunderna till bundsförvanter mot alemannerna, som på nytt invaderat Gallien och lät dem samla en stor här, men övergav dem i den avgörande striden. Burgunderna stannade då kvar i ett område mellan frankerna och alemannerna och trängde så småningom de senare söderut. 
År 406 överskred burgunderna på nytt Rhen i samband med de stora germaninvasionerna av vandaler, alaner och sveber på flykt från hunnerna. År 436 krossades deras växande välde under deras hövding Gundahar av romare ledda av Aëtius, och hunner. Denna händelse återges i Nibelungenlied. Hunnerna hade då fortfarande bra förbindelser med romarna och Aëtius lät hunnerna besegra dem i grund varvid Gundahar och hela hans ätt stupade. Aëtius lät då burgunderna slå sig ned vid Genèvesjön, i den sydvästra delen av Gallien, som sedan dess bär deras namn Bourgogne. Där byggde de från ca 450 upp ett nytt rike, vilket utmärktes av ett relativt gott förhållande med de arianska burgunderna och de katolska romarna. Sin storhetstid hade de under Gundobads regering (474–516), då de var bundsförvanter med Teoderik den store. År 534 krossades deras rike av frankerna.

## Landet Burgund
Efter att Frankerriket delas upp i tre karolingska riken 843 är Burgund en del av Lotharingia under Lothar I. Efter hans död delas riket upp. Burgund återuppstår som två självständiga stater, övre och nedre Burgund, i slutet av 800-talet. År 933 slogs dessa ihop till konungariket Burgund med huvudstad i Arles, ett rike som dock så småningom splittrades. Burgund återuppstod sedan som ett hertigdöme men 1477 blev Burgund en del av Frankrike. I våra dagar lever namnet kvar i den franska regionen Bourgogne (franska för Burgund).